# Сітка Вульфа

Екваторіальна сітка Вульфа з кроком координат 10°

Сітка Вульфа в кристалографії — стереографічна екваторіальна проєкція градусної сітки сфери з розташованого на її екваторі центра проєкції, здійснювана на площину меридіана, віддаленого на 90° від вибраного центру. Цей меридіан називають основним меридіаном сітки. Меридіани і паралелі сітки Вульфа грають допоміжну роль як проєкції дуг великих і малих кіл сфери. Точки сходження меридіанів називають полюсами сітки; відрізок прямої, що з'єднує полюси сітки, називають віссю сітки; відрізок прямої, рівновіддалений від полюсів і перпендикулярний до осі, називають екватором сітки.
Всі побудови і перетворення з використанням сітки Вульфа проводяться на кальці, на яку переносять центр сітки, її основний меридіан, вісь і екватор, а також наносять точки, сферичні координати яких потрібно перетворити. Повороти кальки виконують зі збереженням центрування відносно сітки.
Сітку Вульфа зазвичай будують із кроком координат 2°.
Метод винайшов кристалограф Георгій Вульф.

## Приклади застосування
Сітка Вульфа дозволяє графічно, без додаткових розрахунків розв'язувати багато задач геометричної кристалографії, пов'язаних із кутовими характеристиками кристалів, а також навігаційні та астрометричні задачі.
За допомогою сітки Вульфа будується стереографічна екваторіальна проєкція точки, заданої своїми сферичними координатами {\displaystyle \phi }1 і {\displaystyle \rho }1. Поворотом кальки навколо центра сітки на необхідний кут з урахуванням його знака отримують кінцеві координати точки {\displaystyle \phi }2 і {\displaystyle \rho }2 на сітці. Залежно від класу розв'язуваних задач, координати точок на сітці можуть задаватися по-різному.
У кристалографії прийнято такий порядок зазначення координат: кути {\displaystyle 0^{\circ }\leq \phi <360^{\circ }} відраховують по колу сітки Вульфа, додатний напрямок — за годинниковою стрілкою, починаючи від правого кінця її екватора; кути {\displaystyle 0^{\circ }\leq \rho \leq 180^{\circ }} — уздовж осі й екватора, від центра сітки, при цьому діапазон {\displaystyle 90^{\circ }<\rho \leq 180^{\circ }} відповідає проєкціям точок, що лежать під площиною основного меридіана. Центр сітки відповідає координатам {\displaystyle \rho =0^{\circ }} і {\displaystyle \rho =180^{\circ }}; правий кінець екватора — {\displaystyle \rho =90^{\circ },\phi =0^{\circ }}; лівий кінець екватора — {\displaystyle \rho =90^{\circ },\phi =180^{\circ }}; «верхній» полюс — {\displaystyle \rho =90^{\circ },\phi =270^{\circ }}; «нижній» полюс — {\displaystyle \rho =90^{\circ },\phi =90^{\circ }}.
У геодезичному, навігаційному або астрографічному застосуванні сітки прийнято такий порядок зазначення координат: кути {\displaystyle -90^{\circ }\leq \phi \leq +90^{\circ }}, відповідні широті, схиленню або висоті над горизонтом, відраховуються по колу сітки Вульфа, додатний напрямок — за годинниковою стрілкою, починаючи від лівого кінця її екватора; кути {\displaystyle 0^{\circ }\leq \lambda <360^{\circ }}, відповідні довготі, прямому сходженню або годинному куту — уздовж екватора сітки від правого його кінця. Положення точок з координатами {\displaystyle \lambda >180^{\circ }} знаходять за правилом {\displaystyle 360^{\circ }-\lambda }. Центр сітки має координати {\displaystyle \lambda =90^{\circ }} і {\displaystyle \lambda =270^{\circ }}.
У контексті розв'язків навігаційних задач сітка може представляти необхідну систему сферичних координат, наприклад, екваторіальну, тоді Північний полюс відображається на верхній полюс сітки, Південний полюс — на нижній полюс сітки, небесний екватор — на екватор сітки; меридіан спостерігача збігається з основним меридіаном сітки. Зеніт і надир містяться в точках, відповідних географічній широті місця розташування спостерігача: в точках {\displaystyle (\phi ,\lambda =180^{\circ })} і {\displaystyle (-\phi ,\lambda =0^{\circ })} відповідно. В цьому випадку уздовж основного меридіана відраховуються схилення світил, а уздовж екватора сітки — годинний кут.
За використання горизонтальної системи координат — зеніт і надир містяться у відповідних полюсах сітки, екватор сітки відповідає істинному горизонту спостерігача. Меридіан спостерігача збігається з основним меридіаном сітки. Полюси світу містяться на основному меридіані в точках {\displaystyle (90^{\circ }-\phi )} і {\displaystyle (-90^{\circ }+\phi )} відповідно. Точка півночі (N) відображається на правий кінець екватора, точка півдня (S) — на лівий, точки сходу і заходу — в центр сітки. В цьому випадку уздовж основного меридіана сітки (від точки півдня) відраховують висоти світил над горизонтом; уздовж екватора сітки (від точки Півночі) — справжні пеленги світил.
Поворотом кальки навколо центра сітки на відповідний кут проводиться перетворення координат світила з горизонтальної в екваторіальну систему координат і назад.

## Спосіб побудови сітки Вульфа

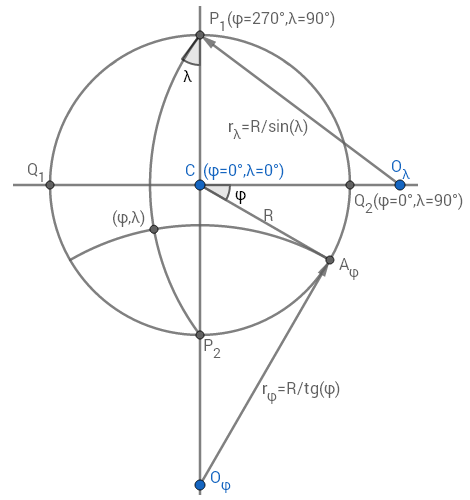
Порядок побудови сітки Вульфа

Скористаємося тією властивістю стереографічної екваторіальної проєкції, що меридіани й паралелі сітки Вульфа є дугами кіл.
Накресліть коло радіуса {\displaystyle R} із центром у точці {\displaystyle C}, побудуйте два взаємно-перпендикулярних діаметри {\displaystyle P_{1}-P_{2}} і {\displaystyle Q_{1}-Q_{2}}. Додатні значення кута {\displaystyle \phi } відраховують за годинниковою стрілкою від точки {\displaystyle Q_{2}}. Вибравши бажаний крок координатної сітки, знайдіть на колі {\displaystyle P_{1}Q_{2}P_{2}Q_{1}} допоміжну точку {\displaystyle A_{\phi }}, яка відміряє на колі дугу {\displaystyle Q_{2}-A_{\phi }}, кратну вибраному кроку за кутом {\displaystyle \phi }. Знайдіть на промені {\displaystyle C-P_{2}} допоміжну точку {\displaystyle O_{\phi }}, що лежить на відстані {\displaystyle r_{\phi }={\frac {R}{\tan \phi }}} від точки {\displaystyle A_{\phi }}. Взявши точку {\displaystyle O_{\phi }} за центр, прокресліть від точки {\displaystyle A_{\phi }} дугу радіусом {\displaystyle r_{\phi }} всередині кола; паралель широти {\displaystyle \phi } побудовано. Паралелі другої половини сітки будують так само, але кути {\displaystyle \phi } відраховують від точки {\displaystyle Q_{1}} і допоміжні точки розташовують на промені {\displaystyle C-P_{1}}.
Для побудови меридіанів сітки з вибраним кроком, обчислюйте положення допоміжної точки {\displaystyle O_{\lambda }}, що лежить на промені {\displaystyle C-Q_{2}} на відстані {\displaystyle r_{\lambda }={\frac {R}{\sin \lambda }}} від будь-якого полюса. Взявши точку {\displaystyle O_{\lambda }} за центр, прокресліть між полюсами {\displaystyle P_{1}} і {\displaystyle P_{2}} дугу радіусом {\displaystyle r_{\lambda }}; меридіан довготи {\displaystyle \lambda } побудовано. Меридіани другої половини сітки будують так само, але допоміжні точки розташовують на промені {\displaystyle C-Q_{1}}.